# Günter Radtke (Pressezeichner)

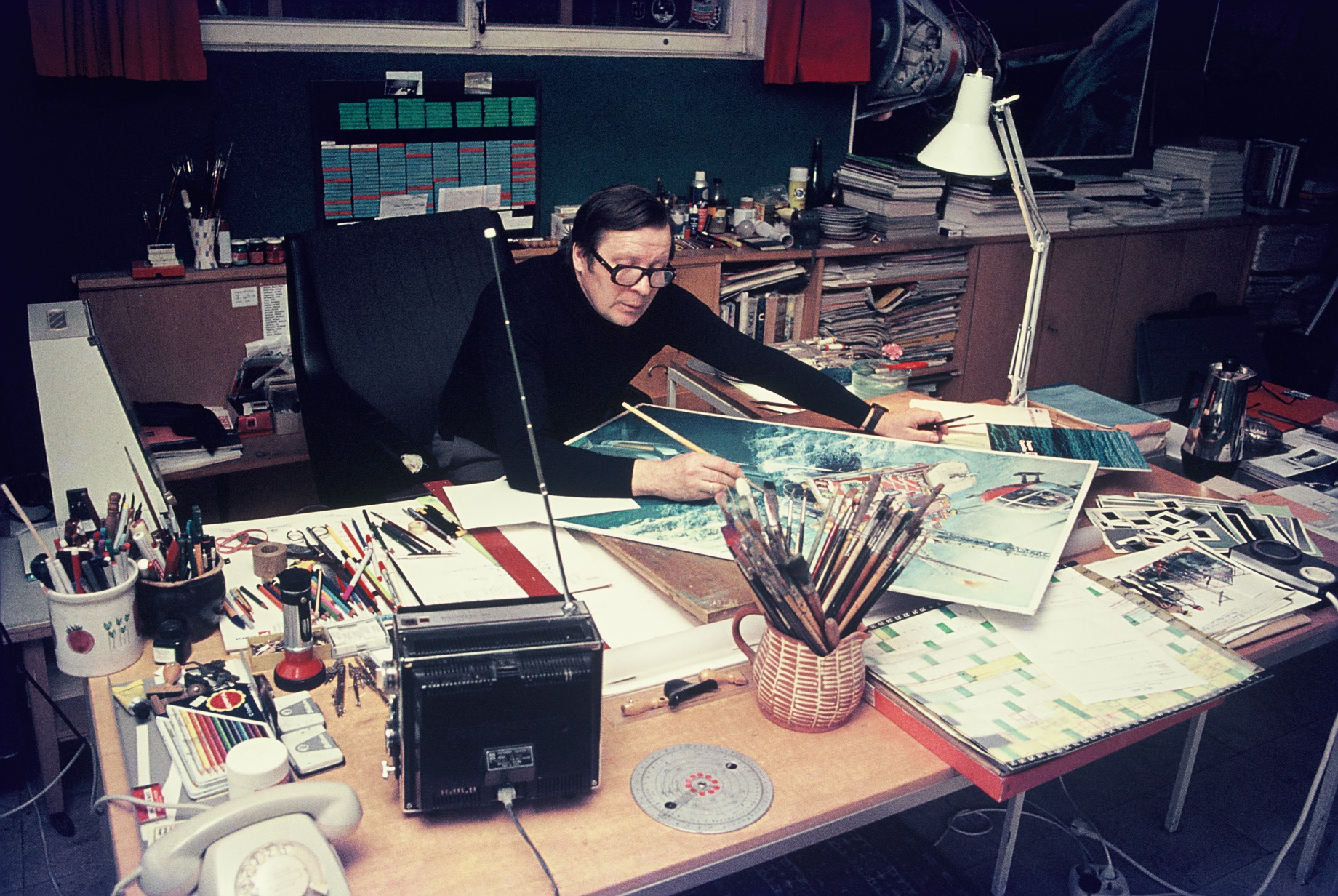
Radtke in seinem Atelier

Günter Radtke (ehemals Günther Radtke; * 27. Februar 1920 in Insterburg; † 3. Januar 2018 in Hamburg) war ein deutscher Pressezeichner, Illustrator, Maler und Mitbegründer des Stern.

## Biografie
Radtke besuchte eine Schule in Berlin, wo er auch zur Kunsthochschule ging. Radtke absolvierte eine Lehre zum Setzer (1935–1937) im Zentralverlag der NSDAP und durfte als Zeichner bei den Olympischen Sommerspielen 1936 arbeiten. Darüber hinaus besuchte er den Abendunterricht der Kunstgewerbeschule Charlottenburg und danach die höhere grafische Kunstanstalt. 1937 wechselte er ins Illustratorengewerbe und arbeitete beim Eher-Verlag für die Zeitschriften NS-Funk, Volksfunk und Die HJ. Dort veröffentlichte Radtke seine ersten Grafiken. Er dachte sich regimetreue und reißerische Darstellungen alltäglicher Themen aus und entwarf außerdem propagandistische Blätter.
Radtke war als Pressezeichner beim Deutschen Afrikakorps tätig. Im Juni 1942 war er in einem Lazarett am Tempelhofer Ufer in Berlin und leistete anschließend bis Kriegsende Dienste für Berichte.

Wie Radtke die ersten Nachkriegsjahre verbrachte, ist nicht überliefert.
In seinem Atelier in Uetze zeichnet Radtke den überwiegenden Teil seiner Grafiken auf großformatigen Kartons von Schöllershammer.

### Illustrator beim Stern
Als 1948 der Lizenzantrag für den Stern von Henri Nannen gestellt wurde, wird Radtke im Antrag als zukünftiger Pressezeichner genannt. Nannen und Radtke haben sich vermutlich in den Nachkriegsjahren in Hannover kennengelernt und blieben zeit ihres Lebens enge Freunde. Radtke blieb über 50 Jahre Chefillustrator des Sterns. Er hat Zeichnungen zu Situationen, bei denen keine Kamera zugegen war, entworfen und wurde somit wichtiger Zeitzeuge des 20. Jahrhunderts. Seine Zeichnungen zu den Stammheim-Prozessen oder der Untergang des letzten deutschen Windjammers, der Pamir, sind Teil deutscher Pressegeschichte.

## Weitere Werke
Radtke war gelegentlich als Zeichner für mare und geo tätig. Er gab auch einige Bücher heraus und war als Art Director für Aldus-Books London und Bertelsmann – Bücher (Idee und Gestaltung) tätig.
Radtke war auch als freischaffender Künstler tätig. Beispielsweise hat er das Plakat für die Eröffnung der Emdener Kunsthalle entworfen. Darüber hinaus besitzt die Hochschule Mittweida 6 Auftragsarbeiten Radtkes, welche zwischen 1994 und 2007 entstanden. 

## Ehrungen
Radtke wurde 2003 Ehrenbürger der Gemeinde Uetze. Dort ziert ein großes Bild Radtkes das Foyer des Rathauses. Des Weiteren kleiden zwei großformatige Gemälde zur Kreuzigung und Auferstehung Christi eine Friedhofskapelle in Uetze.